# بيضاء (موسيقى)

البيضاء رمز موسيقي يكتب على المدرج الموسيقي للدلالة على مدة نغمة، و تساوي نصف قيمة المستديرة.